# WCW/nWo Thunder
WCW/nWo Thunder è un videogioco di wrestling del 1998 sviluppato da THQ e pubblicato da Inland, basato sull'omonimo show casalingo della World Championship Wrestling, e sulla sua stable del New World Order.

## Modalità di gioco
Esibizione 1 contro 1, Tag Team, Cage Match, Battle Royal, match per il titolo. Rispetto al suo predecessore WCW Nitro vengono inoltre implementati l'uso delle armi e l'abilità di selezionare in quale fazione milita ogni wrestler (WCW, nWo Hollywood, nWo Wolfpac, Raven's Flock e The Four Horsemen). Tuttavia, Thunder ricevette recensioni generalmente negative, molte di queste dovute principalmente alla grafica, allo stile, e all'atmosfera generale, che presentava troppe somiglianze con WCW Nitro, insieme alla preoccupazione che il gioco fosse troppo facile.

## Roster
- Alex Wright
- Anvil
- Billy Kidman
- Bret Hart
- Brian Adams
- Booker T
- Buff Bagwell
- Bulldog
- Chris Benoit
- Curt Hennig
- Dean Malenko
- Diamond Dallas Page
- Disciple
- The Giant
- Goldberg
- Hollywood Hogan
- Jericho
- Kanyon
- Kevin Nash
- Konnan
- Lex Luger
- "Macho Man" Randy Savage
- Raven
- Rick Steiner
- "Rowdy" Roddy Piper
- Perry Saturn
- Scott Hall
- Scott Norton
- Scott Steiner
- Sting
- Ultimo Dragon
- Wrath